# Strefa zasilania wód podziemnych

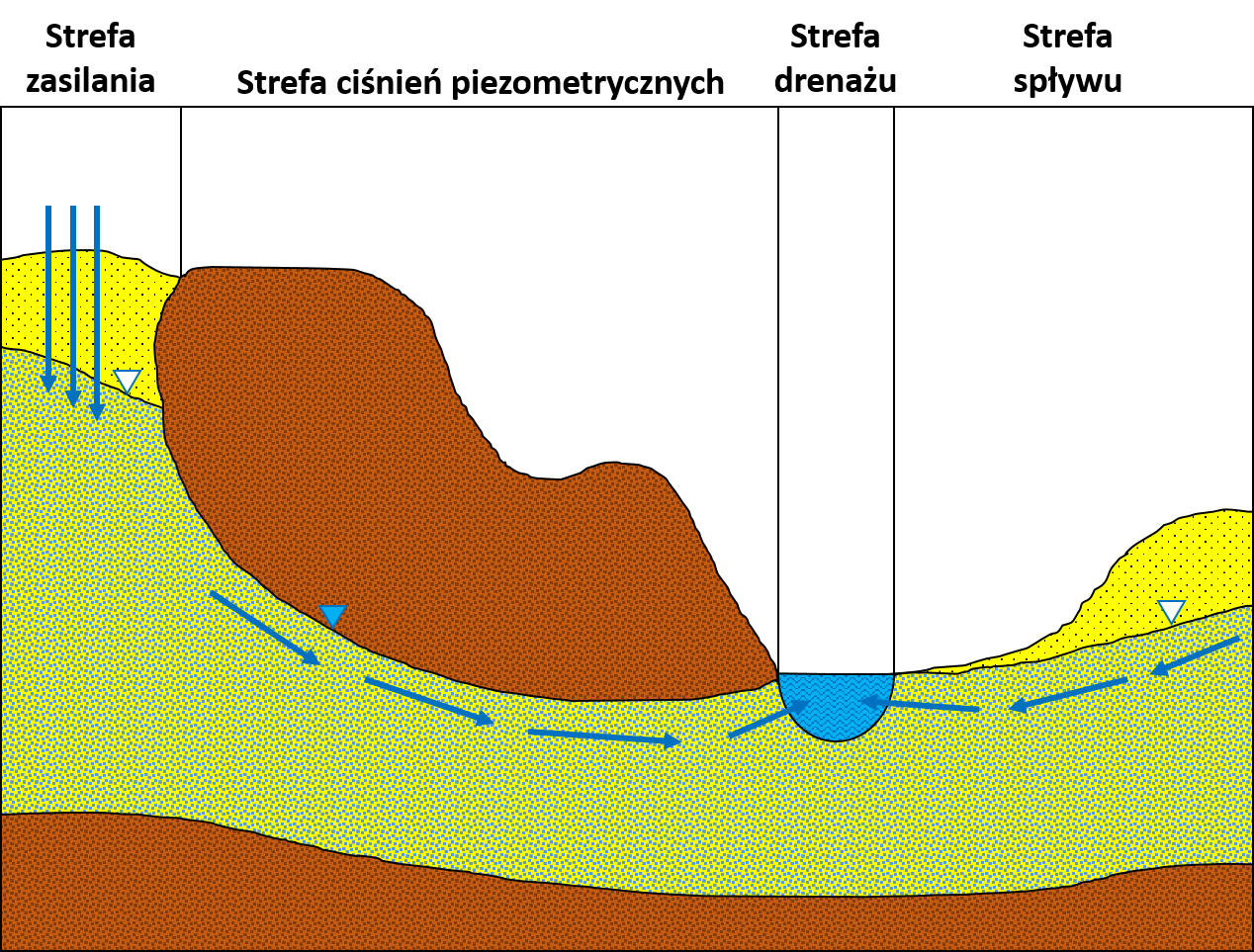
Poziome strefy dynamiki wód podziemnych.

Strefa zasilania, strefa alimentacji – część warstwy wodonośnej, w której zachodzi zasilanie wód podziemnych, jedna poziomych stref dynamiki wód podziemnych wyróżnianych w przekroju warstwy z wodami ruchliwymi. Głównym sposobem zasilania wód jest infiltracja (pośrednia lub bezpośrednia).
Cechą charakterystyczną tej strefy jest pionowy ruch wody (w dół lub w górę).

## Sposoby zasilania wód podziemnych
Zasilanie wód podziemnych może być:
- bezpośrednie – woda wsiąka z powierzchni bezpośrednio do warstwy wodonośnej.
- pośrednie – woda przepływa z innych warstw wodonośnych.

Pośrednie zasilanie wód podziemnych może zachodzić przez okna hydrogeologiczne, czyli przerwy w nieprzepuszczalnych utworach skalnych; przez szczeliny uskokowe; przez przesiąkanie, co jest możliwe tylko gdy ciśnienie w warstwach położonych niżej jest mniejsze niż w tych położonych wyżej; lub lateralnie (zasilanie boczne), czyli zachodzące nie od stropu warstwy a od jej boku, w ten sposób często zasilane są wody szczelinowe i zbiorniki podziemne.

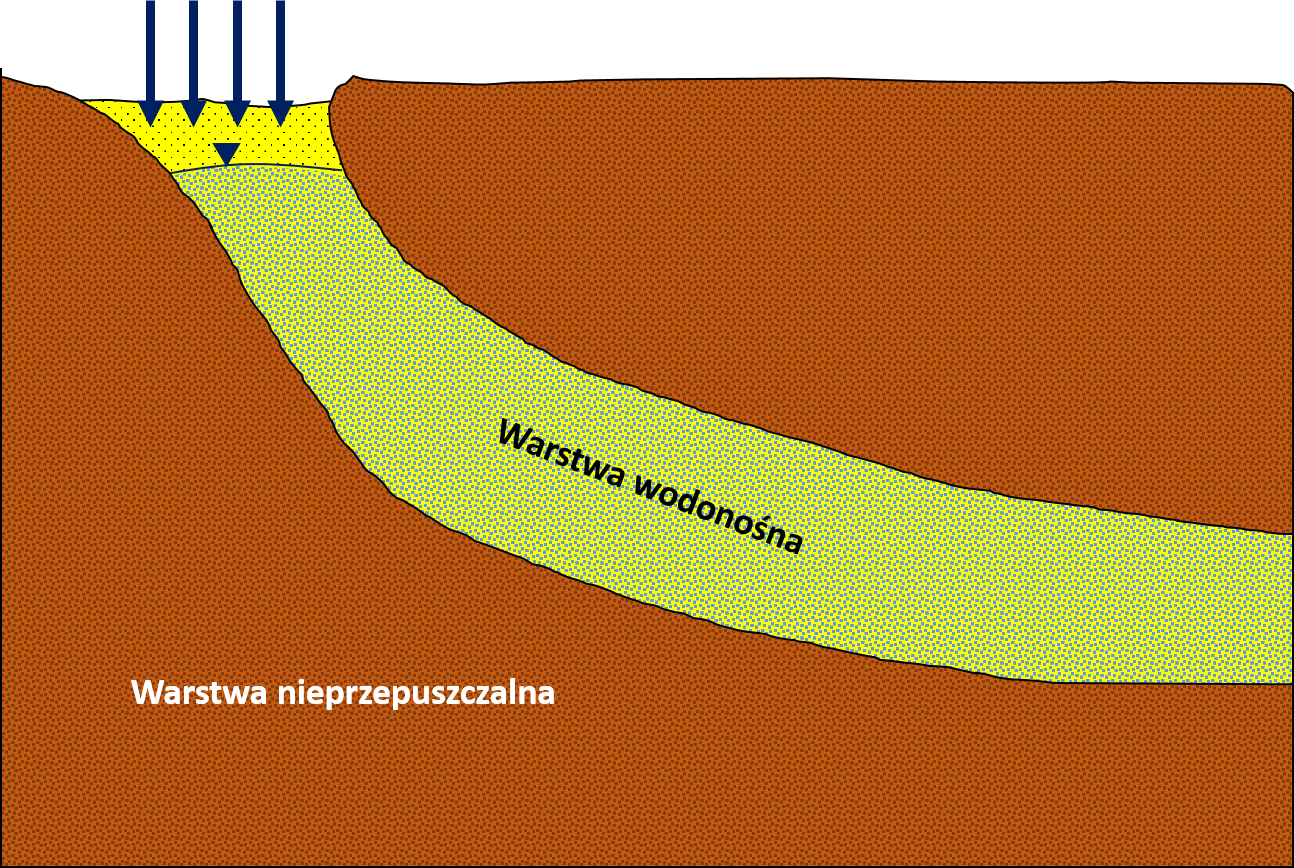
Zasilanie infiltracyjne bezpośrednie
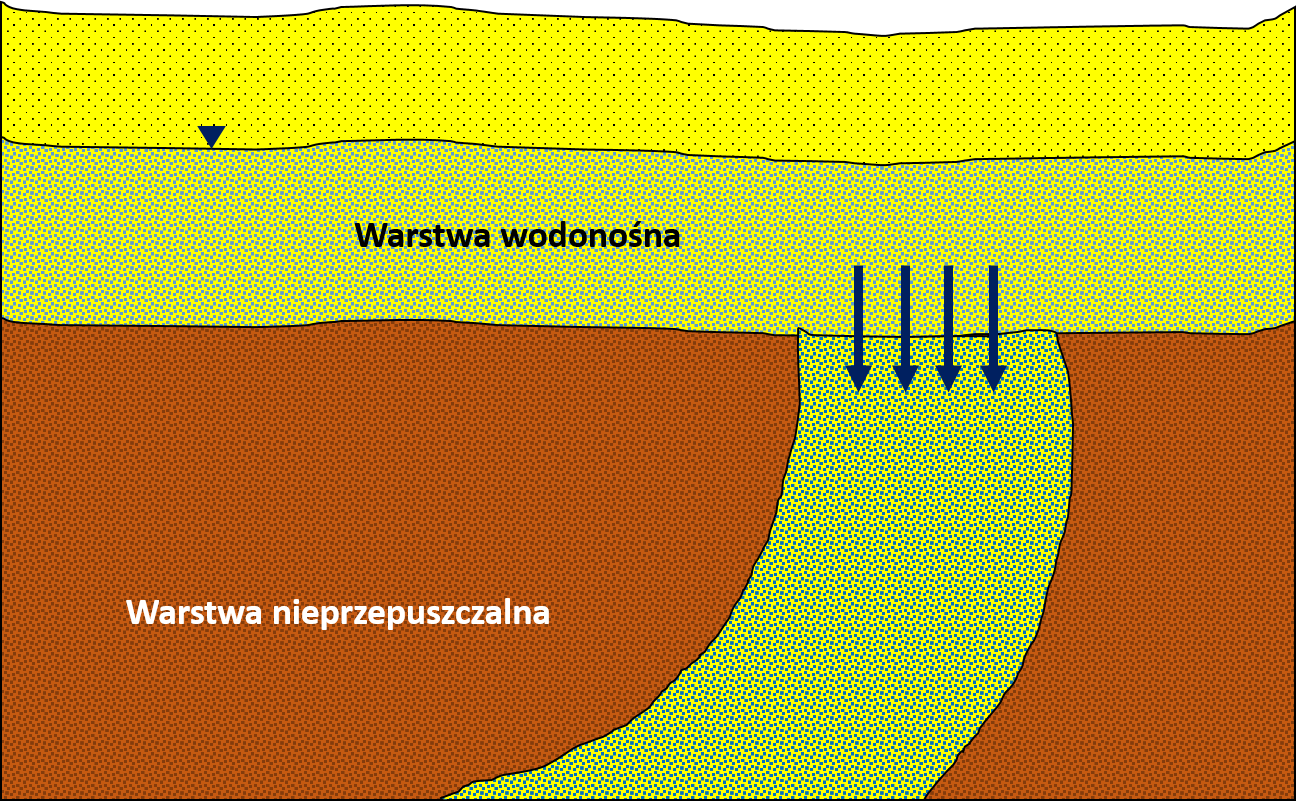
Zasilanie infiltracyjne pośrednie
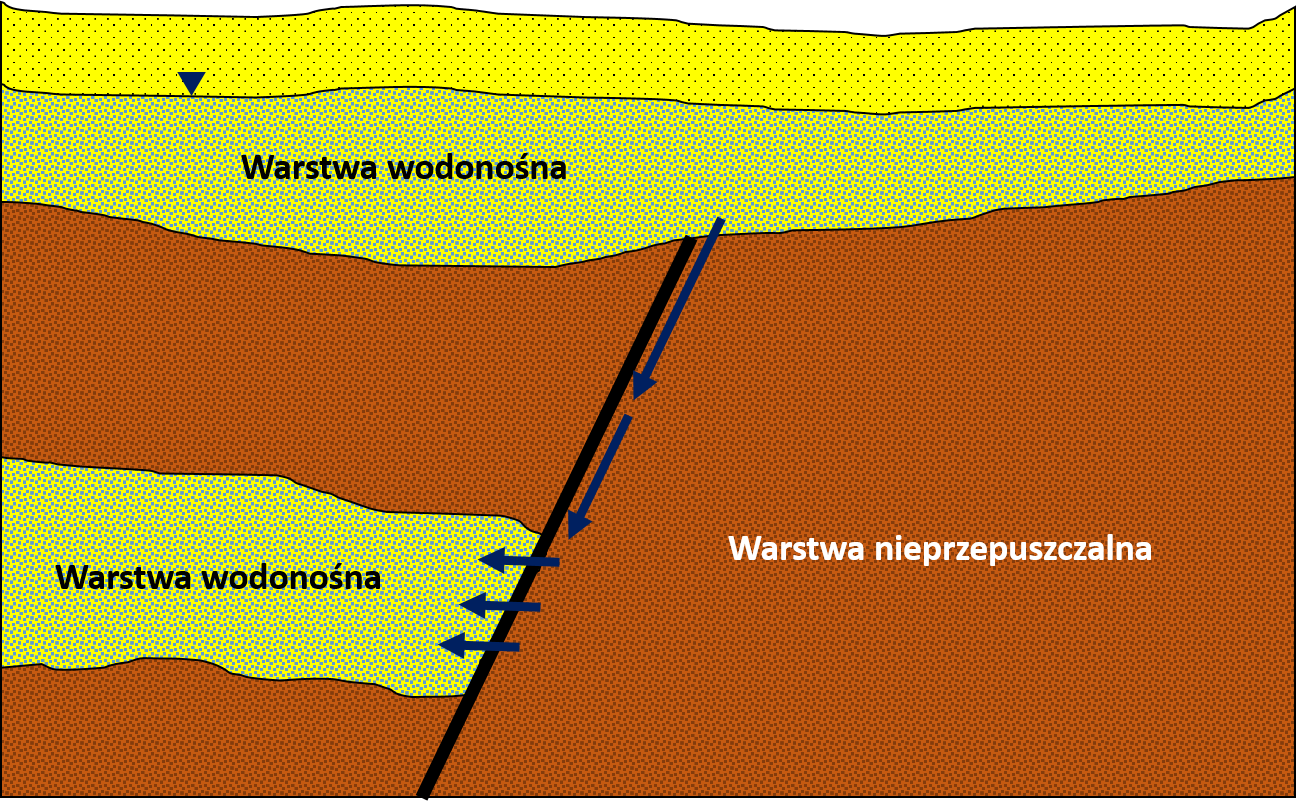
Zasilanie pośrednie przez szczelinę uskokową
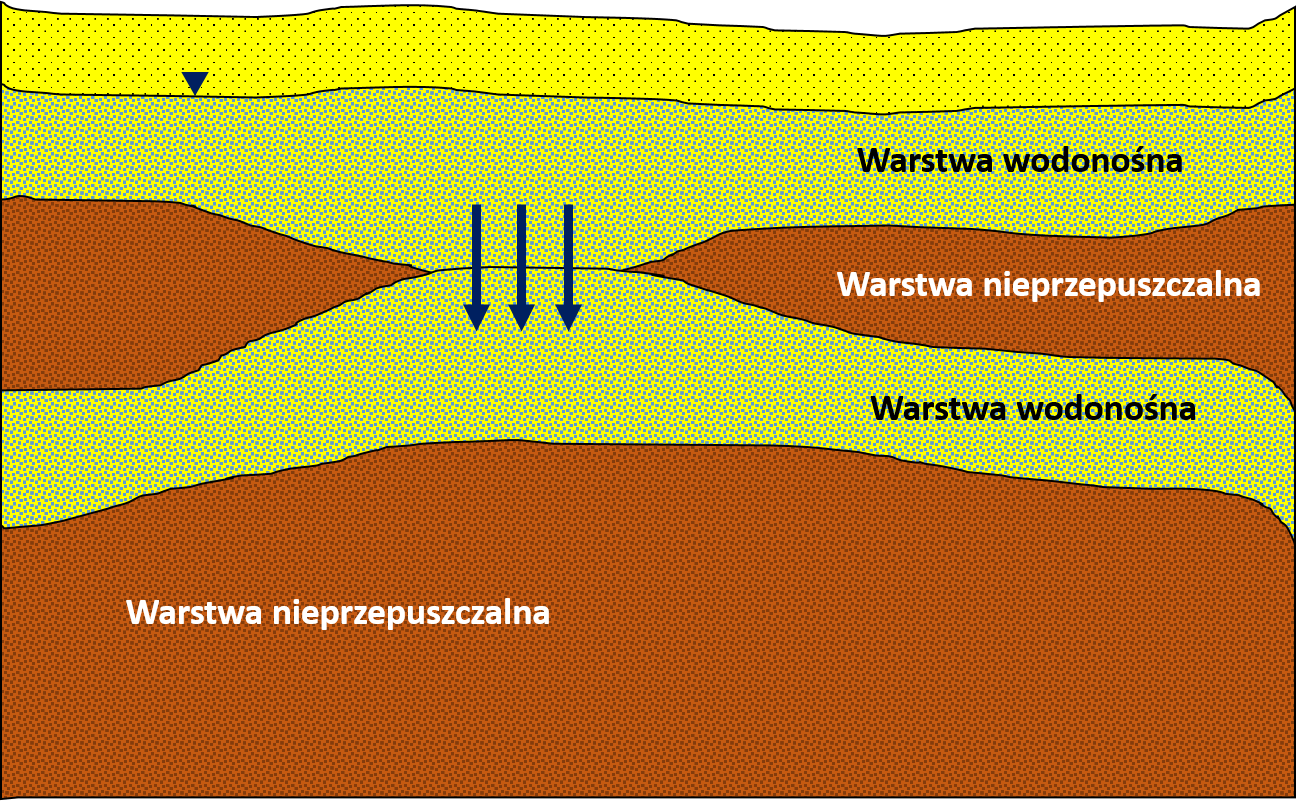
Zasilanie pośrednie przez okno hydrogeologiczne sedymentacyjne
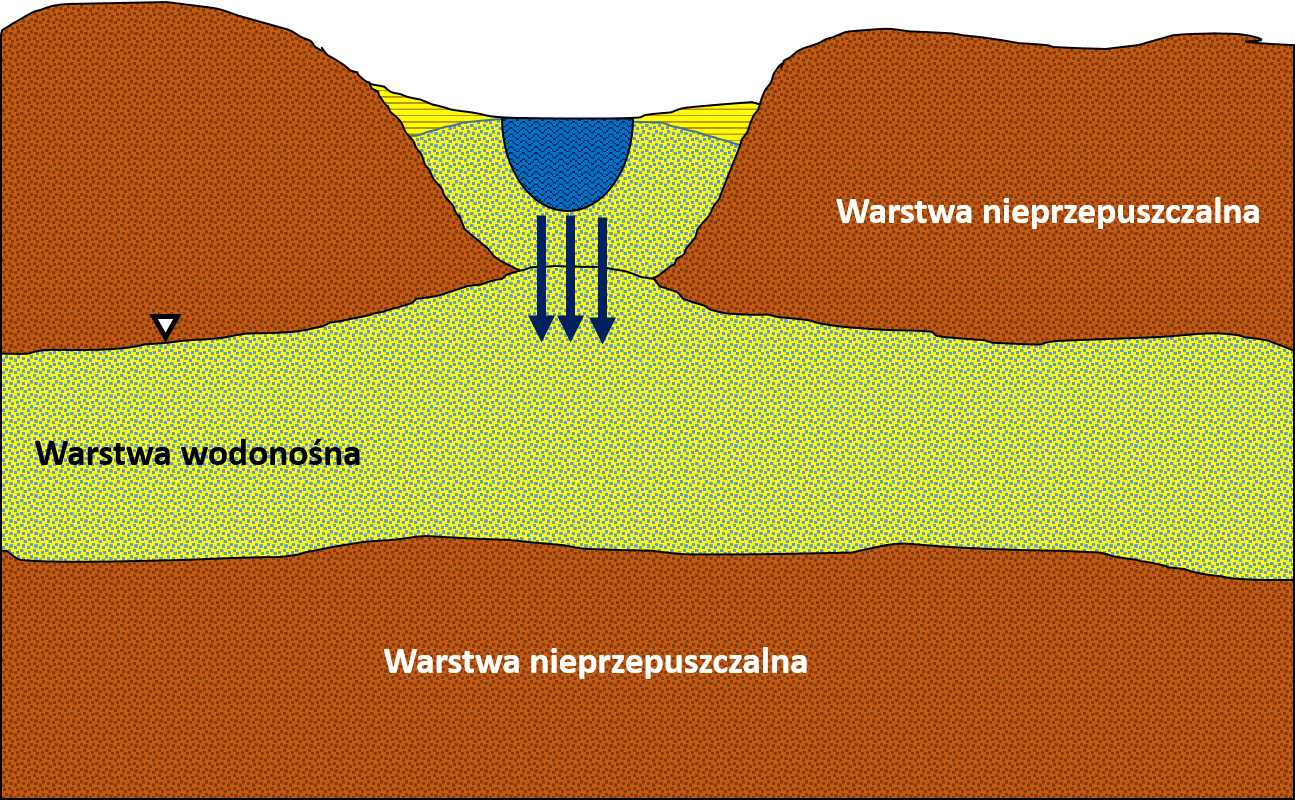
Zasilanie pośrednie przez okno hydrogeologiczne erozyjne
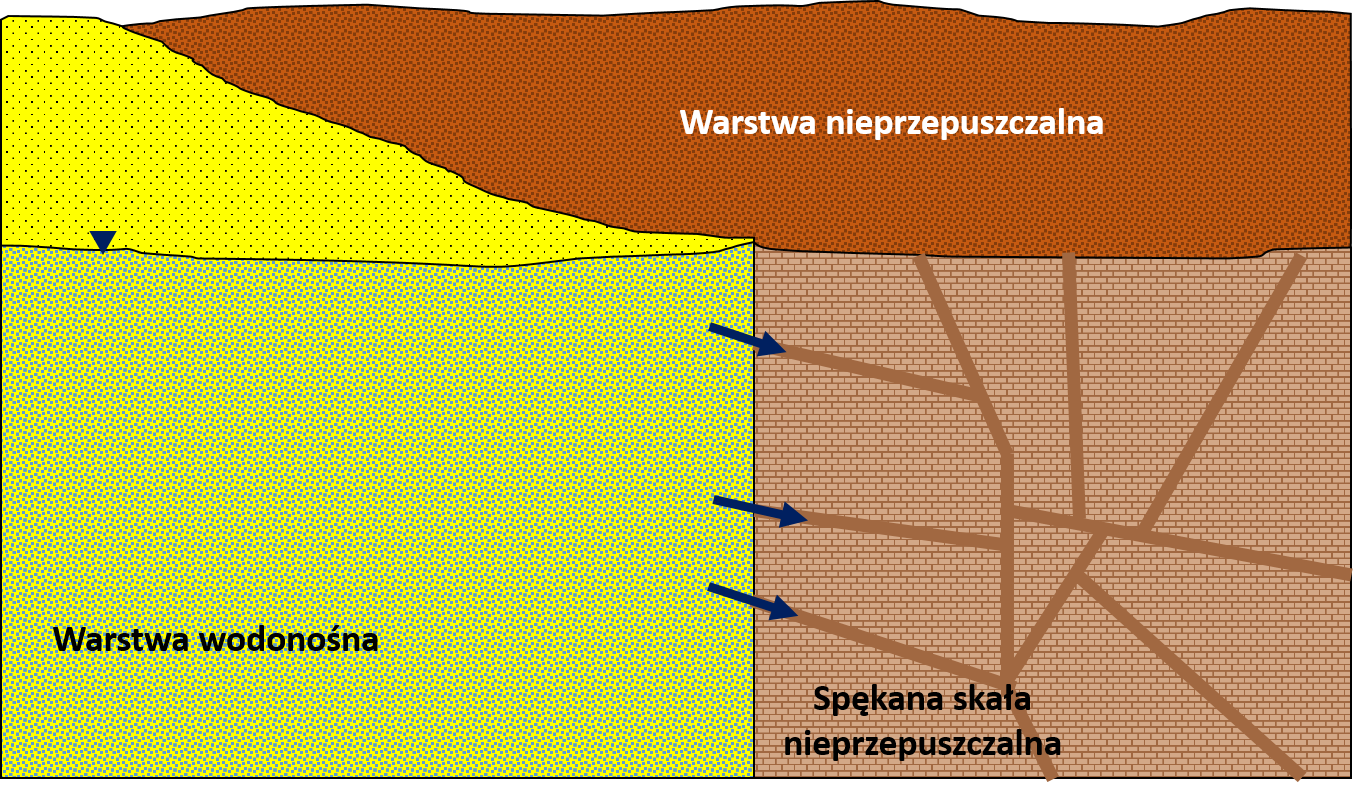
Zasilanie lateralne wód szczelinowych
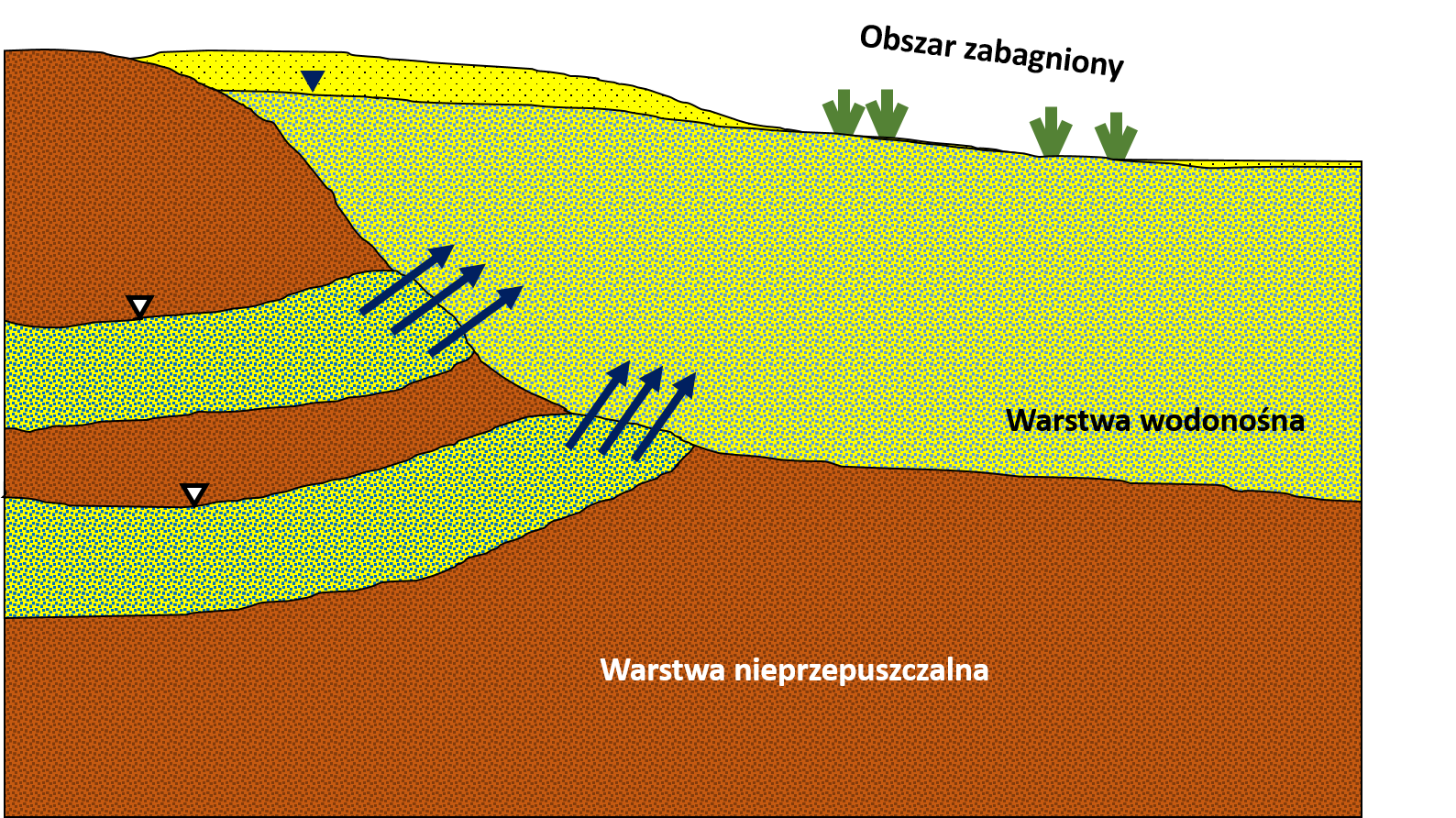
Zasilanie lateralne wód gruntowych przez naporowe wody wgłębne.
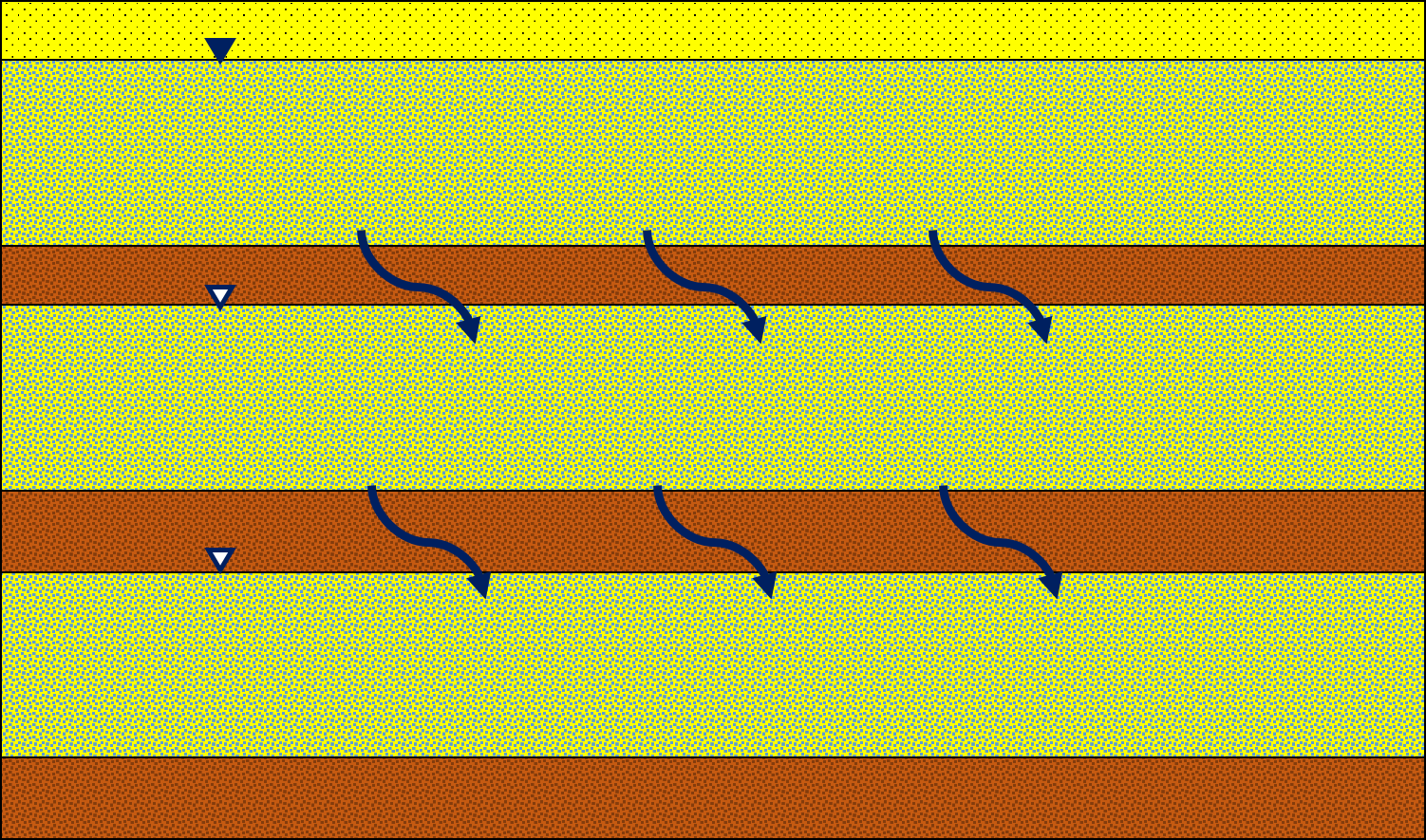
Zasilanie pośrednie wód wgłębnych przez przesiąkanie